# Сент Китс и Невис на Летњим олимпијским играма 2004.
Сент Китс и Невис је трећи пут учествовао на Летњим олимпијским играма 2004. у Атини, Грчка.
Национални олимпијски комитет послао је укупно двоје учесника (1 мушкарца и 1 жене), који су се такмичили у атлетици.
Заставу Сент Китса и Невиса на свечаном отварању Олимпијских игара 2004. носио је као и на прошлим Играма у Сиднеју спринтер Ким Колинс.
Такмичари Сент Китса и Невиса нису освојили ниједну медаљу и остали су у групи земаља које нису освајале медаље на олимпијским играма.

## Атлетика
Ким Колинс је највећи спортиста Сент Китс и Невис пошто је постао светски првак победивши у трци 100 м на Светском првенству 2003. у Париз и на Играма Комонвелта 2002. На Летњим олимпијским играма 2000. године у Сиднеју пласирао се у финале трке на 100 метара. Иако је на тој трци освојио тек 7. место ушао је у анале атлетике своје земље као први атлетичар са Светог Китса и Невиса који се пласирао у финале неке атлетске дисциплине. Тај подвиг поновио је у Атини. Водио је токо прве половине трке, али је завршио на као 6, за једно место боље него у Сиднеју. Други такмичар Сент Китса и Невиса, Тијандра Понтен испала је у полуфиналу.

### Мушкарци
| Атлетичар Лични рекорд | Дис.  | Група    | Група         | Четвртфинале | Четвртфинале | Полуфинале | Полуфинале | Финале   | Финале      | Детаљи |
| Атлетичар Лични рекорд | Дис.  | Резултат | Место         | Резултат     | Место        | Резултат   | Место      | Резултат | Место       | Детаљи |
| ---------------------- | ----- | -------- | ------------- | ------------ | ------------ | ---------- | ---------- | -------- | ----------- | ------ |
| Ким Колинс 9,98        | 100 м | 10,11    | 1 у гр. 10 КВ | 10,05 ЛРС    | 2. у чф. 4   | 10,02 ЛРС  | 4. у пф 2. | 10,00 РС | 6 / 80 (84) |        |

### Жене
| Атлетичарка Лични рекорд | Дисц. | Група    | Група      | Полуфинале | Полуфинале | Финале            | Финале  | Детаљи |
| Атлетичарка Лични рекорд | Дисц. | Резултат | Место      | Резултат   | Место      | Резултат          | Место   | Детаљи |
| ------------------------ | ----- | -------- | ---------- | ---------- | ---------- | ----------------- | ------- | ------ |
| Тијандра Понтен 50,83    | 400 м | 51,17    | 4. у гр. 6 | 51,33      | 5 у пф 1   | Није се пласирала | 13 / 42 |        |